# Friedrich Welwitsch
Friedrich Martin Josef Welwitsch est un botaniste autrichien, né le 25 février 1806 à Maria Saal en Carinthie, province d'Autriche et mort le 20 octobre 1872 à Londres.

## Biographie
Il obtient son titre de docteur en médecine à Vienne en 1836. Il se rend au Portugal en 1853 et obtient la charge du Jardin botanique de Lisbonne. De 1853 à 1860 il voyage en Angola afin d’y enrichir les collections du Jardin botanique et de récolter également des animaux pour les muséums du pays. Il rencontre en 1854 David Livingstone (1813-1873) au cours de l’une de ses expéditions.
Il s’installe à Londres afin d’y étudier les spécimens d’oiseaux qu’il a rapporté d’Afrique avec les collections britanniques. Outre la description de nombreuses espèces de plantes, on lui doit des études sur les champignons, les mollusques et les insectes. Ses notes ont été largement utilisées par William Philip Hiern (1839-1925) et Alfred Barton Rendle (1865-1938), rédacteurs du Catalogue of the African plants collected by Dr. Friedrich Welwitsch in 1853-1861 publié à Londres de 1896 à 1901.
L'une des plantes les plus surprenantes de la flore mondiale actuelle, Welwitschia mirabilis qui vit en Namibie et en Angola, porte son nom. L'épithète spécifique de Xyris welwitschii lui rend également hommage.

## Liste partielle des publications
- Beiträge zur kryptogamischen Flora Unterösterreichs. In: Beiträge zur Landeskunde Österreichs, Band 4, 1834.
- Synopsis Nostochinearum Austriae inferioris. Dissertation, Wien 1836.
- Genera Phycearum Lusitanae. Akten der Akademie von Lissabon, 2. Band, 1850.
- Apontamentos Phyto-geographicos sobre da Flore da Provincia de Angola na Africa Equinocial. In: Annaes de Conselho do Ultramarino, Oktober 1858.
- Synopse explicativa das amostras de Madeiras e drogas mediciuaes de collegidas na provincia de Angola etc.. Lisbonne 1862.
- Sertum Angolense. In: Transactions of the Linnean Society XXVII, 1869.
- Notizen über die Bryologie von Portugal. In: Flora, 1872.